# Fredrik Strømstad
Fredrik Strømstad (Kristiansand, 20 januari 1982) is een Noors betaald voetballer, die speelt als middenvelder. Hij staat sinds 2008 onder contract bij de Franse club Le Mans FC, die hem onder meer uitleende aan zijn oude club IK Start.

## Interlandcarrière
Onder leiding van bondscoach Åge Hareide maakte Strømstad zijn debuut voor het Noors voetbalelftal op 12 oktober 2005 in het WK-kwalificatieduel tegen Wit-Rusland (0-1) in Minsk. Strømstad speelde in totaal achttien interlands en scoorde twee voor zijn vaderland.

## Erelijst
IK Start
- 1. divisjon

2004
- Adeccoligaen

2012